# Eissportkomplex Küchwald
De ijsbaan van Chemnitz is een ijsbaan uit 1973 in de Duitse stad Chemnitz. De ijsbaan ligt in de wijk Küchwald en is ook onder die naam (Eissportkomplex Küchwald) bekend. Ten tijde van de DDR heette de stad Karl-Marx-Stadt. Destijds werden hier ook nationale schaatskampioenschappen (onder andere allround) gehouden.
De belangrijkste wedstrijd die hier gehouden is is het WK allround voor vrouwen in 1983 dat werd gewonnen door de Oost-Duitse Andrea Schöne-Mitscherlich.

## Grote kampioenschappen
Internationale kampioenschappen
- 1983 - WK allround vrouwen

Nationale kampioenschappen
- 1974 - DK sprint
- 1975 - DK allround
- 1976 - DK afstanden
- 1977 - DK sprint
- 1977 - DK allround
- 1978 - DK sprint
- 1979 - DK sprint
- 1979 - DK afstanden
- 1980 - DK afstanden
- 1982 - DK sprint
- 1982 - DK allround
- 1983 - DK afstanden
- 1983 - DK sprint
- 1983 - DK allround
- 1984 - DK afstanden
- 1984 - DK sprint
- 1985 - DK afstanden
- 1986 - DK afstanden
- 1986 - DK allround
- 1986 - DK sprint